# Геммелл, Джимми
Джимми Геммелл (англ. Jimmy Gemmell, 17 ноября 1880, Глазго, Шотландия — ?) — шотландский футболист, крайний нападающий, поигравший за «Сандерленд», «Сток Сити» и «Лидс Сити». Чемпион Англии в составе «Сандерленда».

## Карьера
Родившийся 17 ноября 1880 года в Глазго Джимми начал свою карьеру в местном клубе «Данточтер Хиберниан». В августе 1900 года он перешёл в «Клайд», вылетевший перед тем во второй шотландский дивизион. Спустя всего три месяца Геммелл оказался в «Сандерленде».

### «Сандерленд»
В «Сандерленде» Геммелл дебютировал 8 декабря 1900 года в домашнем матче с «Шеффилд Уэнсдей», закончившимся победой 1:0. В первом его сезоне в английском клубе место для Джимми не находилось и он провёл всего три матча. Следующий сезон 1901/02 стал более успешным не только для клуба, но и для самого Геммела: «Сандерленд» стал чемпионом в четвёртый раз в своей истории, а Геммелл, забивший в 31 матче 10 голов, стал лучшим бомбардиром команды (вместе с Биллом Хоггом).
В сезоне 1902/03 Геммелл снова стал лучшим бомбардиром клуба, правда забив всего 7 мячей и разделив это звание с Джимми Милларом и Джо Хьюиттом. В дальнейшем его результативность несколько снизилась, и перед началом сезона 1907/08 Геммелл перешёл в только вылетевший из Первого дивизиона «Сток Сити». В сезоне 1910/11 Джимми возвращается в «Сандерленд». Опытный футболист стал капитаном команды. В «новом-старом» клубе Геммелл провёл ещё два сезона, забив всего 3 гола в 37 матчах после возвращения. Всего за «Сандерленд» в официальных турнирах Геммелл сыграл в 228 матчах, в которых забил 46 голов (сделав в том числе 6 дублей). По мнению современников, Джеммел был хорошим завершителем атак, которые создавали его партнёры.

### «Сток Сити» и «Лидс Сити»
Сезон 1907/08 Геммел начал в «Сток Сити». В 11 матчах, в которых он успел принять участие Джимми забил 2 гола. Из-за организационных проблем (по окончании сезона занявший 10-е место во Втором дивизионе «Сток Сити» был расформирован), а официально по «семейным обстоятельствам» Геммелл покинул команду и 29 ноября 1907 года подписал контракт с «Лидс Сити». В новом клубе Джимми дебютировал уже через три дня 30 ноября 1907 года в выездном матче с «Олдем Атлетик». В первом же матче нападающий забил гол. Однако команда уступила 2:4, а новичок получил нелестную оценку от местной прессы. В следующем сезоне Геммелл забил 7 голов в 28 матчах в которых принял участие (в том числе хет-трик в ворота «Вулверхэмптон Уондерерс»). В конце сезона 1908/09 Геммелл стал капитаном «Лидс Сити». Однако в Лидсе он провёл ещё один сезон и вернулся в «Сандерленд».
После «Сандерленда» с апреля 1912 по июль 1913 года Джимми поиграл за «Терд Ланарк», а затем непродолжительное время был играющим тренером «Уэст Стэнли», после чего завершил футбольную карьеру.

## Достижения
Чемпион Англии (1) — 1902
Серебряный призёр чемпионата Англии (1) — 1901
Обладатель Суперкубка Шерифа Лондона (1) — 1903

## Статистика выступлений
| Клуб                | Сезон        | Чемпионат | Чемпионат | Кубок | Кубок | Всего | Всего |
| Клуб                | Сезон        | Матчи     | Голы      | Матчи | Голы  | Матчи | Голы  |
| ------------------- | ------------ | --------- | --------- | ----- | ----- | ----- | ----- |
| Данточтер Хиберниан | ?            | ?         | ?         | ?     | ?     | ?     | ?     |
| Клайд               | 1900/01      | ?         | ?         | ?     | ?     | ?     | ?     |
| Сандерленд          | 1900/01      | 3         | 0         | 0     | 0     | 3     | 0     |
| Сандерленд          | 1901/02      | 31        | 10        | 2     | 0     | 33    | 10    |
| Сандерленд          | 1902/03      | 22        | 7         | 1     | 0     | 23    | 7     |
| Сандерленд          | 1903/04      | 29        | 10        | 1     | 0     | 30    | 10    |
| Сандерленд          | 1904/05      | 32        | 5         | 1     | 0     | 33    | 5     |
| Сандерленд          | 1905/06      | 29        | 7         | 4     | 0     | 33    | 7     |
| Сандерленд          | 1906/07      | 30        | 4         | 5     | 0     | 35    | 4     |
| Сандерленд          | За всё время | 176       | 43        | 14    | 0     | 190   | 43    |
| Сток Сити           | 1907/08      | 11        | 2         | 0     | 0     | 11    | 2     |
| Лидс Сити           | 1907/08      | 16        | 3         | 1     | 0     | 17    | 3     |
| Лидс Сити           | 1908/09      | 28        | 7         | ?     | 0     | ?     | 7     |
| Лидс Сити           | 1909/10      | 23        | 3         | ?     | 0     | ?     | 3     |
| Лидс Сити           | За всё время | 67        | 13        | ?     | 0     | ?     | 13    |
| Сандерленд          | 1910/11      | 21        | 1         | 1     | 0     | 22    | 1     |
| Сандерленд          | 1911/12      | 16        | 2         | 0     | 0     | 16    | 2     |
| Сандерленд          | За всё время | 37        | 3         | 1     | 0     | 38    | 3     |
| Терд Ланарк         | 1912/13      | ?         | ?         | ?     | ?     | ?     | ?     |
| За всё время        | За всё время | 291+      | 61+       | 15+   | 0+    | 306+  | 61+   |